# Trolejbusy w Glasgow

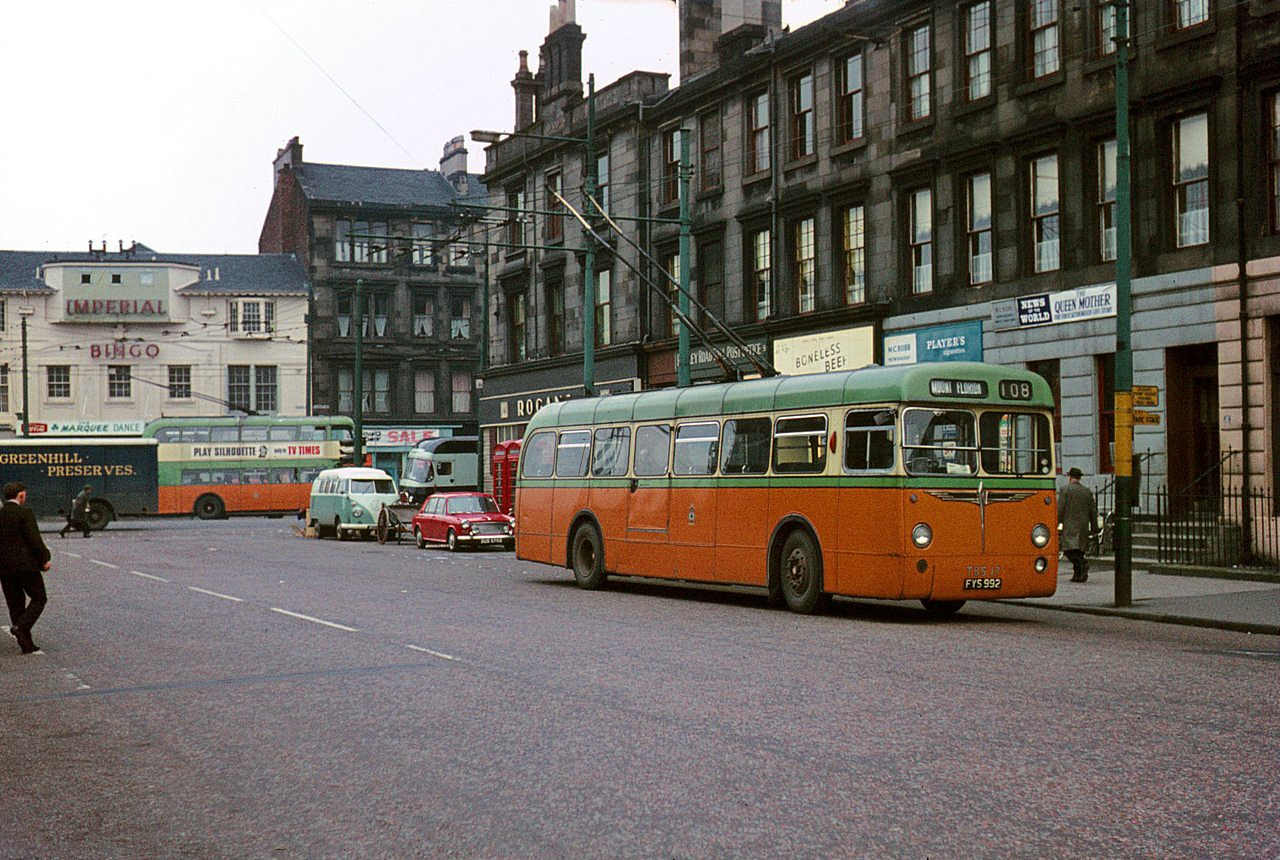
Trolejbus linii nr 108 na pętli Paisley Road Toll

Trolejbusy w Glasgow – zlikwidowany system trolejbusowy w Glasgow, w Szkocji, w Wielkiej Brytanii. Działał w latach 1949–1967 a szczyt jego rozwoju przypadł na rok 1959. Był to jedyny brytyjski system trolejbusowy uruchomiony po II wojnie światowej. Operatorem systemu trolejbusowego był Wydział Transportu Glasgow Corporation, któremu podlegały także tramwaje, autobusy i metro.

## Tabor
Pierwszymi trolejbusami w Glasgow były 34 trzyosiowe trolejbusy BUT z karoserią Metro-Cammell. Były one niemal identyczne z tymi zakupionymi przez Londyn. W 1950 r. sprowadzono 30 trolejbusów Daimler. W latach 1957–1959 do miasta dostarczono 90 trolejbusów BUT typu 9613T z dwupiętrowym nadwoziem Crossley. W przeciwieństwie do starszych pojazdów, te były dwuosiowe.

## Linie
Stan z 1959 r.
- 101 Shawfield – Cathedral Street
- 102 Polmadie – Riddrie
- 103 Riddrie – Hampden
- 104 Muirend – Cathedral Street
- 105 Queen’s Cross – Clarkston
- 106 Millerston lub Riddrie – Bellahouston
- 107 Maitland Street – Muirend
- 108 Mount Florida – Paisley Road Toll